# Cerno Pole, Vidin
Cerno Pole (în bulgară Черно Поле) este un sat în comuna Rujinți, regiunea Vidin,  Bulgaria. 

## Demografie
Componența etnică a satului Cerno Pole
     Bulgari (75,08%)
     Romi (24,24%)
     Nicio identificare (0,67%)
     Altele (0%)
La recensământul din 2011, populația satului Cerno Pole era de 297 locuitori. Din punct de vedere etnic, majoritatea locuitorilor (75,08%) erau bulgari, cu o minoritate de romi (24,24%). Pentru 0,67% din locuitori nu este cunoscută apartenența etnică.